# Sergio Ruiz Alonso
Sergio Ruiz Alonso (El Astillero, 16 dicembre 1994) è un calciatore spagnolo, centrocampista del Granada.

## Carriera
L'8 giugno 2020 firma per il futuro club di MLS, lo Charlotte FC; divenendo così il primo acquisto e giocatore della storia del suo nuovo club. A novembre 2021, deve interrompere il suo prestito al Las Palmas e sospendere momentaneamente l'attività di calciatore perché soffre di depressione; questo malessere è stato causato dopo aver contratto il COVID-19 e subito dopo essersi infortunato al piede.

## Statistiche

### Presenze e reti nei club
Statistiche aggiornate al 9 marzo 2025.
| Stagione                | Squadra                 | Campionato              | Campionato | Campionato | Coppe nazionali | Coppe nazionali | Coppe nazionali | Coppe continentali | Coppe continentali | Coppe continentali | Altre coppe | Altre coppe | Altre coppe | Totale | Totale |
| Stagione                | Squadra                 | Comp                    | Pres       | Reti       | Comp            | Pres            | Reti            | Comp               | Pres               | Reti               | Comp        | Pres        | Reti        | Pres   | Reti   |
| ----------------------- | ----------------------- | ----------------------- | ---------- | ---------- | --------------- | --------------- | --------------- | ------------------ | ------------------ | ------------------ | ----------- | ----------- | ----------- | ------ | ------ |
| 2016-2017               | Racing Santander        | SDB                     | 27+1       | 1          | CR              | 2               | 0               | -                  | -                  | -                  | -           | -           | -           | 30     | 1      |
| 2017-2018               | Racing Santander        | SDB                     | 31         | 1          | CR              | 1               | 0               | -                  | -                  | -                  | -           | -           | -           | 32     | 1      |
| 2018-2019               | Racing Santander        | SDB                     | 34+3       | 6          | CR              | 3               | 0               | -                  | -                  | -                  | -           | -           | -           | 40     | 6      |
| 2019-2020               | Racing Santander        | SD                      | 31         | 0          | CR              | 1               | 0               | -                  | -                  | -                  | -           | -           | -           | 32     | 0      |
| Totale Racing Santander | Totale Racing Santander | Totale Racing Santander | 123+4      | 8          |                 | 7               | 0               |                    | -                  | -                  |             | -           | -           | 134    | 8      |
| 2020-2021               | Las Palmas              | SD                      | 37         | 5          | CR              | 0               | 0               | -                  | -                  | -                  | -           | -           | -           | 37     | 5      |
| 2021-gen. 2022          | Las Palmas              | SD                      | 6          | 0          | CR              | 0               | 0               | -                  | -                  | -                  | -           | -           | -           | 6      | 0      |
| Totale Las Palmas       | Totale Las Palmas       | Totale Las Palmas       | 43         | 5          |                 | 0               | 0               |                    | -                  | -                  |             | -           | -           | 43     | 5      |
| gen.-ago. 2022          | Charlotte FC            | MLS                     | 18         | 1          | USOC            | 1               | 0               | -                  | -                  | -                  | -           | -           | -           | 19     | 1      |
| 2022-2023               | Granada                 | SD                      | 19         | 1          | CR              | 1               | 0               | -                  | -                  | -                  | -           | -           | -           | 20     | 1      |
| gen.-giu. 2024          | Granada                 | PD                      | 35         | 0          | CR              | 1               | 0               | -                  | -                  | -                  | -           | -           | -           | 36     | 0      |
| 2024-2025               | Granada                 | SD                      | 27         | 0          | CR              | 3               | 0               | -                  | -                  | -                  | -           | -           | -           | 30     | 0      |
| Totale Granada          | Totale Granada          | Totale Granada          | 81         | 1          |                 | 5               | 0               |                    | -                  | -                  |             | -           | -           | 86     | 1      |
| Totale carriera         | Totale carriera         | Totale carriera         | 269        | 15         |                 | 13              | 0               |                    | -                  | -                  |             | -           | -           | 282    | 15     |

## Palmarès

### Club

#### Competizioni nazionali
- Segunda División: 1

Granada: 2022-2023